# Pacific Telesis
Pacific Telesis fue una de las siete Baby Bells, a veces también denominadas como "RBOC" o "Baby Bells", creada en 1983 en preparación de la ruptura. de AT&T como sociedad de cartera de la Pacific Bell y la Nevada Bell, Pacific Telesis International y varias otras empresas no reguladas, incluidas PacTel Mobile Services y PacTel InfoSystems. Fue adquirida por la SBC Communications en 1997.

## Historia
Fue creada en 1993, luego en 1997, la SBC Communications adquirió la desaparecida Pacific Telesis Group y aunque el nombre corporativo de Pacific Telesis Group desapareció con una bastante rapidez, la SBC continuó operando las compañías telefónicas locales de Pacific Bell y Nevada Bell por separado con sus nombres originales.
En septiembre de 2001, SBC cambió el nombre de las compañías telefónicas a "SBC Pacific Bell" y "SBC Nevada Bell". A fines de 2002, las empresas fueron rebautizadas nuevamente como simplemente "SBC". Mientras tanto, los empleados de SBC que trabajaban en California y Nevada que apoyaban los servicios no regulados de SBC y/o los servicios prestados tanto dentro como fuera de California fueron transferidos a otras subsidiarias de SBC, como "Pacific Telesis Shared Services" y "SBC Operations, Inc". Sin embargo, a efectos legales y reglamentarios, los empleados que respaldan los servicios regulados locales seguían siendo empleados de "Pacific Bell Telephone Company SBC California ("SBC California")" y "Nevada Bell dba SBC Nevada", que eran las subsidiarias de SBC que proporcionaban servicios regulados. Servicios telefónicos locales dentro del territorio de la franquicia en California y Nevada.
El 18 de noviembre de 2005, SBC completó la adquisición de AT&T Corp. para formar AT&T Inc. Nevada y Pacific Bells ahora se conocen como Pacific Bell Telephone Company d/b/a AT&T California y Nevada Bell Telephone Company d/b/a AT&T Nevada. Las empresas de Pacific Telesis en su conjunto se conocen como la AT&T West.